# Anthornis
Anthornis és un gènere d'ocells de la família dels melifàgids (Meliphagidae ).

## Taxonomia
Segons la Classificació del Congrés Ornitològic Internacional (versió 2.5, 2010) aquest gènere està format per tres espècies:
- Anthornis melanura - menjamel de Nova Zelanda.[3]
- Anthornis melanocephala - menjamel de les Chatham (extint).[4]